# Favia danae
Favia danae là một loài san hô trong họ Faviidae. Loài này được Verrill mô tả khoa học năm 1872.